# Liste de statues équestres d'Autriche
Cet article recense les statues équestres en Autriche.